# 582
Évszázadok: 5. század – 6. század – 7. század
Évtizedek: 530-as évek – 540-es évek – 550-es évek – 560-as évek – 570-es évek – 580-as évek – 590-es évek – 600-as évek – 610-es évek – 620-as évek – 630-as évek
Évek: 577 – 578 – 579 – 580 –  581 – 582 – 583 – 584 – 585 – 586 – 587

## Események

### Bizánci Birodalom
- II. Tiberiosz császár békét köt az avarokkal. Átadja nekik a közel három éve ostromolt Sirmiumot, valamint három év alatt 240 ezer aranyat fizet, cserébe a város lakosságának békés elvonulásért. Közben a szlávok folyamatosan telepednek be a Balkánra, egészen a Peloponnészoszig.
- A bizánci-perzsa háborúban Maurikiosz nagy győzelmet arat a perzsák fölött Észak-Mezopotámiában.
- Nyáron Tiberiosz megbetegszik, talán ételmérgezéstől, vagy megmérgezték. Augusztusban augustussá nevezi ki vejét, Maurikioszt, a következő napon pedig meghal.
- Maurikiosz Ióannész Müsztakónt ("Bajszos János") nevezi ki a keleti hadak parancsnokává. Ősszel Ióannész a Tigris folyónál súlyos vereséget szenved a perzsáktól.
- Meghal Eutükhiosz konstantinápolyi pátriárka. Utóda Ióannész Nésztuatész (Böjtölő János).

### Európa
- Leander sevillai püspök visszatér Konstantinápolyból, ahol a császár segítségét kérte Hermenegild lázadásához. Hermenegild, Liuvigild vizigót király fia, aki Sevilla királyának kiáltotta ki magát, feladja ariánus vallását és áttér a katolicizmusra. Liuvigild, aki eddig passzívan tűrte fia tevékenységét, most bevonul Méridába és száműzi a város katolikus püspökét, Masonát, miután az nem hajlandó átadni az általa őrzött ereklyét (Méridai Szt. Eulalia köntösét) az ariánus felekezetnek.

### Kína
- 52 éves korában meghal Hszüan, a Csen-dinasztia császára. Utóda legidősebb fia, Csen Su-pao, akit ambiciózus öccse, Csen Su-ling megpróbál meggyilkolni, de az udvarhölgyek közbelépése miatt nem jár sikerrel. Csen Su-pao hamarosan felgyógyul sérüléseiből, de tehetségtelen uralkodónak bizonyul, aki az államügyek helyett inkább az irodalommal és a nőkkel foglalkozik.
- Ven, a Szuj-dinasztia császára megtámadja a belháborúban lefoglalt türköket. Ugyanebben az évben a jórészt romos ősi főváros, Csangan mellett új székhely építését kezdi el, amelyet Tahszingnek nevez el.

## Születések
- Metzi Arnulf, püspök

## Halálozások
- április 5. - Eutükhiosz, konstantinápolyi pátriárka
- augusztus 14. – II. Tiberiosz, bizánci császár
- Agathiasz, bizánci költő és történetíró
- Csen Hszüan-ti, a Csen-dinasztia császára
- Iusztinianosz, bizánci hadvezér

## Fordítás
- Ez a szócikk részben vagy egészben  a(z)   582 című angol Wikipédia-szócikk ezen változatának fordításán alapul.  Az eredeti cikk szerkesztőit annak laptörténete sorolja fel. Ez a jelzés csupán a megfogalmazás eredetét és a szerzői jogokat jelzi, nem szolgál a cikkben szereplő információk forrásmegjelöléseként.